# John Louis Esposito
John Louis Esposito (New York, 19 maggio 1940) è un islamista statunitense esperto in storia delle religioni e, in particolare, di cultura islamica.
Professore di International Affairs and Islamic Studies nella Georgetown University, è direttore del Prince Alwaleed Bin Talal Center for Muslim-Christian Understanding nello stesso ateneo.

## Gioventù
Cattolico di origine italiana, di madre originaria della Sicilia e di padre nativo di Vico Equense, John L. Esposito è nato a Brooklyn (New York City) in una parte prevalentemente abitata da emigrati di origine italiana, e ha vissuto per un decennio all'interno di un monastero cattolico.
Al termine dei suoi studi, ha conseguito un master in Teologia nella St. John's University. Ha poi ottenuto un PhD nella Temple University (Pennsylvania) nel 1974, con uno studio sull'Islam, seguendo poi un percorso di studio postdottorale ad Harvard e nella Oxford University (Regno Unito). È conosciuto per essere un convinto sostenitore del dialogo islamico-cristiano, incoraggiando il Vaticano a compiere ogni sforzo possibile per rafforzare i legami tra le due culture  Archiviato il 15 maggio 2008 in Internet Archive..

## Carriera accademica
Per circa venti anni dopo aver completato il suo PhD, Esposito ha completato i suoi studi sull'Induismo, sul Buddismo e sull'Islam nel College of the Holy Cross, un college gesuita in Massachusetts.  Nel College of the Holy Cross, Esposito è diventato Loyola Professor of Middle East Studies, una cattedra presso il Department of Religious Studies, ed è diventato direttore del Center for International Studies del college.  Nel rinomato ateneo cattolico della Georgetown University a Washington, Esposito ha conseguito la posizione di University Professor e insegna sia Religion and International Affairs, sia Islamic Studies. Esposito lavora anche come Senior Scientist nel Gallup Center for Muslim Studies, in cui ha partecipato come coautore al volume Who Speaks for Islam? What a Billion Muslims Really Think, pubblicato nel marzo del 2008.
Ha anche dato alle stampe Islam and Politics nel 1984 e Islam: The Straight Path nel 1988. Entrambi i lavori hanno ottenuto un lusinghiero successo di vendita, tanto da originare un buon numero di successive edizioni. Oltre a più di 35 libri pubblicati, è direttore di varie opere edite a Oxford, inclusa la The Oxford Encyclopedia of the Modern Islamic World, The Oxford History of Islam, The Oxford Dictionary of Islam e The Oxford Encyclopedia of the Islamic World (5 volumi, editi nel 2008) e gli Oxford Islamic Studies Online.
Nel 1988 è stato eletto presidente della Middle East Studies Association of North America (MESA), l'organizzazione di studiosi accademici orientalisti. È stato anche presidente dell'American Council for the Study of Islamic Societies. È stato vice presidente del Board of Directors of the Center for the Study of Islam & Democracy dal 1999 al 2004 ed è membro del World Economic Forum's Council of 100 Leaders e dell'High Level Group of the U.N. Alliance of Civilizations.
Esposito ha fondato il Center for Muslim-Christian Understanding nella Georgetown University, di cui è direttore, contribuendo con l'Università degli Studi di Napoli "L'Orientale" a organizzare un convegno che ha destato grande interesse e scalpore per avere avuto tra i suoi contributori, accanto ai massimi esperti italiani, anche personaggi discussi come Ṭāriq Ramaḍān e Rashid Ghannushi

Il Centro ha ricevuto una dotazione di $20 milioni dall'Emiro saudita al-Walid bin Talal "al fine di promuovere studi nei campi della cultura islamica e della comprensione islamico-cristiana e rafforzare la propria presenza come leader mondiale per facilitare su base di reciprocità l'incontro tra le due culture e il dialogo interreligioso".